# Sinajská pravoslavná církev
Sinajská pravoslavná církev či Pravoslavná církev Hory Sinaj nebo Sinajská archieparchie je autonomní pravoslavná církev, spadající pod jurisdikci Jeruzalémského patriarchátu.

## Historie
Křesťanství na Sinajském poloostrově se objevilo asi ve 3. století. V tomto období zde byli přítomni i první poustevníci.
Už na Druhém konstantinopolském koncilu je sinajská archieparchie uvedena jako autokefální církev kvůli privilegiím, které císař Justinián I. dal Klášteru svaté Kateřiny. Na začátku 8. století byli všichni křesťané Sinajského poloostrova pod jurisdikcí sinajského arcibiskupa.
Oficiální autonomii církev získala roku 1575 od Konstantinopolského patriarchátu.
K roku 1986 měla církev asi 900 věřících.

## Struktura
Současným nejvyšším představitelem církve je Damianos, arcibiskup Sinaje, Farany a Raitho.
Církev se skládá z kláštera svaté Kateřiny a z několika usedlostí v Egyptě, v Řecku, na Kypru, v Libanonu a Turecku.